# Marie Gigault de Bellefonds
Ne doit pas être confondu avec Marie-Eléonore de Bellefond.
Pour les articles homonymes, voir Gigault et Bellefonds (homonymie).
Marie Gigault de Bellefonds, marquise de Villars, née en 1624 et morte le 24 juin 1706 à Paris, est une épistolière française, mariée en 1651 à Pierre de Villars.

## Biographie
Elle était fille d’un gouverneur de Valognes et de Caen, et remontait du côté de sa mère, Jeanne aux Épaules, jusqu’à Madeleine de Dreux, issue des comtes capétiens de Dreux : comte Robert III de Dreux (1185-1234) < son fils cadet Robert Ier de Dreux-Beu (1217-1281) < Robert II de Dreux (1265-1306) seigneur de Beu < Jean de Dreux-Beu (1290-1347) x Marguerite de La Roche dame de Châteauneuf et vicomtesse de Dreux < Étienne Gauvain Ier (1330-1394), seigneur de Senonches et Bossart < Gauvain II de Dreux-Bossart, vidame de Normandie et sire d'Esneval, sire de Beaussart/Bos(s)art/Boussart (1372-† à Azincourt en 1415) < Robert de Dreux d'Esneval (1406-1478) < Madeleine de Dreux x Georges Aux-Épaules (vers 1450-1524) < Charles Aux-Épaules < Nicolas Aux-Épaules seigneur de Ste-Marie-du Mont, † 1577 < Henri-Robert Aux-Épaules (1561-1607) < Jeanne Aux-Épaules (vers 1590-1652) x Bernardin Gigault marquis de Bellefonds < parents de : Henri-Robert Gigault de Bellefonds, père du maréchal Bernardin (1630-1694) ; sa sœur Madeleine, mère de l'abbé-académicien Charles-Irénée Castel-de-Saint-Pierre (1658-1743) ; et leur sœur, notre Marie Gigault de Bellefonds x 1651 Pierre de Villars (1623-1698) < leurs fils : le maréchal-duc de Villars (1653-1734), et Armand dit le comte de Villars († 1712). 
Marie Gigault de Bellefonds fut renommée pour son esprit et passa sa vie dans la meilleure compagnie.
La reine d’Espagne Louise l’honora de son amitié. Saint-Simon dit d’elle qu’« Elle était salée, plaisante, méchante ; elle s’émerveillait de l’énorme fortune de son fils, et lui recommandait toujours de beaucoup parler au roi mais jamais à personne ».
Pendant son séjour à Madrid, elle écrivit à Marie-Angélique de Coulanges des lettres d’un style si agréable et facile, et qui font regretter que la collection n’en ait pas été conservée tout entière ; celles qui ont été recueillies ont été publiées par Perrin, l’éditeur de Madame de Sévigné (Amsterdam, 1759, in-12 ; Paris, 1762, in-12), et réimpr. en 1805, avec celles de Marie-Madeleine de La Fayette et Claudine de Tencin.

### Sources
- Ferdinand Hoefer, Nouvelle Biographie générale, t. 45, Paris, Firmin-Didot, 1866, p. 167